# Swartz Bay Ferry Terminal
Das Swartz Bay Ferry Terminal ist ein Fährhafen in der kanadischen Provinz British Columbia. Er liegt im Süden der Insel Vancouver Island an der Bucht des Puget Sound, in der Nähe von Sidney im Capital Regional District und der Tidenhub beträgt hier im Regelfall zwischen 0,5 und 3 Meter. Der Fährhafen liegt unter anderem auf der Route des Highway 17.
BC Ferries (ausgeschrieben British Columbia Ferry Services Inc.), als der Hauptbetreiber der Fährverbindungen an der Westküste von British Columbia, betreibt von hier aus verschiedene Routen.
Vom Fährterminal besteht u. a. eine Anbindung mit öffentlichen Verkehrsmitteln an die Innenstadt von Victoria. Zurzeit wird die Strecke durch die Buslinien 70 (Expressbus), 71, 72, 76 und 81 des Victoria Regional Transit System bedient, welches von BC Transit betrieben wird. Mit dem Expressbus 70 beträgt die Fahrzeit vom Fährterminal bis in die Innenstadt weniger als eine Stunde.

## Routen
Von hier werden folgende Ziele angelaufen:
- nach Vancouver über (Tsawwassen)
- nach Galiano Island (Sturdies Bay)
- nach Mayne Island (Village Bay)
- nach Pender Island (Otter Bay)
- nach Saturna Island (Lyall Harbour)